# 蕅益智旭

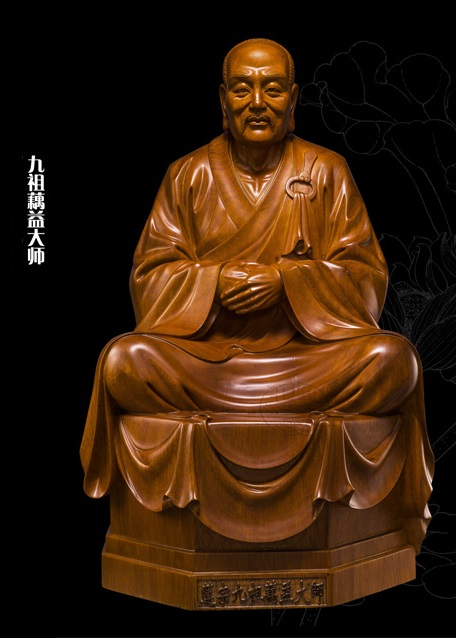

蕅益智旭（ぐうやく ちぎょく、1599年 - 1655年）は、中国明末清初の高僧。俗姓は鍾氏。字は智旭。日本では智旭と呼ばれることが多い。蕅益大師とも呼ばれる。江蘇省蘇州府呉県瀆川の出身。中国浄土宗の第九祖に擬せられている。明代の四大高僧（雲棲祩宏・紫柏真可・憨山徳清・蕅益智旭）の一人に数えられている。晩年は湖州府安吉州北天目（現在の浙江省杭州）の霊峯寺で過ごした。そのため霊峯蕅益大師とも呼ばれる。

## 略歴
父の鍾岐仲は十年間に渡り大悲呪を唱え子の出生を祈った。母の金氏は夢で観音菩薩が子を抱えているのを見て、その後出産したという。少年期は儒教の影響を受け、仏教も道教のように偶像崇拝と思っていたが、その後、一心に仏教に傾向し、以前の仏教に対する謗法を懺悔した。それは憨山徳清の影響からであり、精神の夢の中で憨山徳清と会ったことがあるという。
天啓2年（1622年）に憨山徳清を慕い、24歳で出家した。天台から禅宗・華厳・法相まで学び、晩年は浄土信仰に尽力した。大師は三学一源論を唱え、禅宗と教宗・律宗の三学がお互いに作用しているとし、各宗派の融合を唱え、天台の教えを深く学びつつ、晩年は念仏を実践した（教演天台,行归净土）。また儒釈同帰も唱えた。念仏三昧論を中心思想とし、心仏衆生・三無差別を理念の基礎としている。